# Hidreto de lítio
Hidreto de lítio (LiH) é o composto químico de lítio e hidrogênio. É um sólido incolor cristalino, entretanto algumas vezes apresenta-se no comércio como cinza.

## Síntese
É produzido pela reação do lítio metálico com o gás hidrogênio à temperaturas de 600 a 700 °C:
{\displaystyle \mathrm {2\ Li+H_{2}\ {\xrightarrow {600-700^{\circ }C}}\ 2\ LiH} }

## Propriedades

### Propriedades físicas
Como característico de um sal do tipo hidreto, tem um alto ponto de fusão (689 °C ou 1272 °F).  Sua densidade é de 780 kg/m³ (0,78 g/mL). Tem uma capacidade térmica padrão de 29.73 J/mol*K com condutividade térmica que varia com a composição e pressão (de 10 até 5 W/m*K at 400 K) e decresce com a temperatura.

### Propriedades químicas
Hidreto de lítio é inflamável:
{\displaystyle \mathrm {2\ LiH+O_{2}\longrightarrow 2\ LiOH} }
É um sólido inflamável e muito reativo com a água, produzindo o composto corrosivo hidróxido de lítio assim como o hidrogênio.
{\displaystyle \mathrm {LiH+H_{2}O\longrightarrow LiOH+H_{2}} }
Além de reagir com água, reage com ácidos e bases:
{\displaystyle \mathrm {LiH+HCl\longrightarrow LiCl+H_{2}} }
{\displaystyle \mathrm {LiH+NaOH\longrightarrow LiNaO+H_{2}} }
Reduz e/ou hidrogena compostos orgânicos como formaldeído (metanal) a metanol:
{\displaystyle \mathrm {CH_{2}O+LiH+H_{2}O\longrightarrow CH_{3}OH+LiOH} }

## Usos
LiH tem numerosos usos, como um dessecante, como precursor da síntese do hidreto de alumínio e lítio, em geradores de hidrogênio, assim como um refrigerante e "escudo" para radiações em reatores nucleares e na fabricação de cerâmicas.  LiH tem o mais alto conteúdo de hidrogênio de qualquer hidreto salino. O conteúdo de hidrogênio do LiH é três vezes o do NaH, porque o lítio é mais leve que o sódio e outros metais.
O deutereto de lítio, de fórmula LiD, é o material do qual é feito o recipiente que contém o
combustível de fusão nuclear em armas termonucleares. Em ogiva de bombas termonucleares do design Teller-Ulam, com a energia recebida pela explosão de uma fissão primária o recipiente de LiD comprime-se provocando um súbito aumento de pressão e temperatura no hidrogênio de seu interior, ao tempo que o lítio sofre fissão, liberando trítio para o ambiente, até que se atinjam as condições do critério de Lawson e a fusão dos núcleos de hidrogênio ocorre. O deutereto de lítio, diferentemente do composto de trítio, não é radioativo.

## Segurança
Como discutido acima, o LiH reage violentamente com água formando gás hidrogênio  e LiOH,
que é alcalino.  Consequentemente, a fumaça do LiH pode explodir no ar úmido, ou até mesmo
no ar seco devido à eletricidade estática. Em concentrações de 5–55 mg/m3 no ar
a fumaça é extremamente irritante à pele e às membranas mucosas e pode causar uma
reação alérgica. Devido à irritação, o LiH normalmente é eliminado do corpo ao invés de se
acumular nele.
Alguns sais de lítio, que podem ser produzidos através de reações com o LiH, são tóxicos. Chamas provocadas pelo LiH não devem ser apagadas usando extintores de dióxido de carbono, tetracloreto de carbono ou água, sendo melhor abafar as chamas cobrindo-as com um objeto metálico, grafite ou dolomita em pó. O uso de areia neste caso não é apropriado, pois ela pode explodir quando misturada com LiH em chamas, principalmente se não estiver seca.  Normalmente o LiH é transportado em óleo, usando containers feitos de cerâmica, certos tipos de plástico ou aço, e é manipulado em atmosferas de argônio seco ou hélio. O nitrogênio também pode ser usado, mas não a altas temperaturas senão reagirá com o lítio.  O LiH costuma conter um pouco de lítio metálico, que corrói containers de aço ou sílica a altas temperaturas. 

## Compostos relacionados
- Hidreto de sódio
- Hidreto de alumínio e lítio